# Нижня Волманга
Нижня Волма́нга (рос. Нижняя Волманга) — присілок у складі Опарінського району Кіровської області, Росія. Входить до складу Опарінського міського поселення.
Населення становить 17 осіб (2010, 33 у 2002).
Національний склад станом на 2002 рік — росіяни 88 %.